# تپه قلاتستان
تپه قلاتستان مربوط به هزاره اول (پیش از میلاد) است و در شهرستان پیرانشهر، بخش مرکزی، دهستان لاهیجان، روستای خالدار واقع شده است. این اثر در تاریخ ۳۰ دی ۱۳۸۵ با شمارهٔ ثبت ۱۶۸۶۷ به عنوان یکی از آثار ملی ایران به ثبت رسیده است.